# Trophée international Nona Gaprindashvili
Le trophée international Nona Gaprindashvili est une récompense attribuée depuis 1998 à la nation qui obtenu le meilleur score cumulé (ou les meilleures places) dans les compétitions mixte (ou open) et féminine de chaque olympiade d'échecs.
Ce trophée est nommé en l’honneur de l’ancienne championne du monde Nona Gaprindashvili qui fut la première femme à se voir décerner le titre de grand maître international (mixte) par la fédération internationale des échecs.

## Palmarès
De 1998 à 2004, le classement est calculé en faisant la moyenne des places obtenues dans la section mixte et dans la section féminine. Depuis 2006, le score de chaque nation est la somme des points de match des deux sections.
| Olympiade | Ville           | Médaille d’or       | Médaille · d’argent | Médaille · de bronze | Quatrième           | Cinquième           | Sixième(s)          |
| --------- | --------------- | ------------------- | ------------------- | -------------------- | ------------------- | ------------------- | ------------------- |
| 1998      | Elista          | Russie              | Chine               | Géorgie              | États-Unis          | Ukraine             | Roumanie Pays-Bas   |
| 2000      | Istanbul        | Trophée non décerné | Trophée non décerné | Trophée non décerné  | Trophée non décerné | Trophée non décerné | Trophée non décerné |
| 2002      | Bled            | Russie              | Chine               | Hongrie              | Géorgie             | Pologne             | Yougoslavie         |
| 2004      | Calvià          | Russie              | États-Unis          | Arménie              | Inde                | Ukraine             | Pays-Bas            |
| 2006      | Turin           | Chine               | Ukraine             | Arménie              | Russie              | États-Unis          | Hongrie             |
| 2008      | Dresde          | Ukraine             | Arménie             | États-Unis           | Géorgie             | Russie              | Israël              |
| 2010      | Khanty-Mansiïsk | Russie A            | Chine               | Ukraine              | États-Unis          | Russie B            | Pologne             |
| 2012      | Istanbul        | Russie              | Chine               | Ukraine              | Arménie             | États-Unis          | Roumanie            |
| 2014      | Tromsø          | Chine               | Russie              | Ukraine              | Arménie             | Inde                | Pologne             |
| 2016      | Bakou           | Ukraine             | États-Unis          | Chine                | Russie              | Pologne             | Inde                |
| 2018      | Batoumi         | Chine               | Russie              | Ukraine              | États-Unis          | Inde                | Arménie             |
| 2022      | Chennai         | Inde 1              | États-Unis          | Inde 2               | Arménie             | Azerbaïdjan         | Pologne             |